# Kot (Lendava, Slovenija)
Kot (mađarski: Kót) je naselje u slovenskoj Općini Lendavi. Kot se nalazi u pokrajini Prekomurju i statističkoj regiji Pomurju. 

## Stanovništvo
Prema popisu stanovništva iz 2002. godine naselje je imalo 136 stanovnika.